# GTPBP10
GTPBP10 (англ. GTP binding protein 10) – білок, який кодується однойменним геном, розташованим у людей на 7-й хромосомі. Довжина поліпептидного ланцюга білка становить 387 амінокислот, а молекулярна маса — 42 933.
| 10         |  | 20         |  | 30         |  | 40         |  | 50         |
| ---------- |  | ---------- |  | ---------- |  | ---------- |  | ---------- |
| MVHCSCVLFR |  | KYGNFIDKLR |  | LFTRGGSGGM |  | GYPRLGGEGG |  | KGGDVWVVAQ |
| NRMTLKQLKD |  | RYPRKRFVAG |  | VGANSKISAL |  | KGSKGKDCEI |  | PVPVGISVTD |
| ENGKIIGELN |  | KENDRILVAQ |  | GGLGGKLLTN |  | FLPLKGQKRI |  | IHLDLKLIAD |
| VGLVGFPNAG |  | KSSLLSCVSH |  | AKPAIADYAF |  | TTLKPELGKI |  | MYSDFKQISV |
| ADLPGLIEGA |  | HMNKGMGHKF |  | LKHIERTRQL |  | LFVVDISGFQ |  | LSSHTQYRTA |
| FETIILLTKE |  | LELYKEELQT |  | KPALLAVNKM |  | DLPDAQDKFH |  | ELMSQLQNPK |
| DFLHLFEKNM |  | IPERTVEFQH |  | IIPISAVTGE |  | GIEELKNCIR |  | KSLDEQANQE |
| NDALHKKQLL |  | NLWISDTMSS |  | TEPPSKHAVT |  | TSKMDII    |  |            |

A: Аланін

C: Цистеїн

D: Аспарагінова кислота

E: Глутамінова кислота

F: Фенілаланін

G: Гліцин

H: Гістидин

I: Ізолейцин

K: Лізин

L: Лейцин

M: Метіонін

N: Аспарагін

P: Пролін

Q: Глутамін

R: Аргінін

S: Серин

T: Треонін

V: Валін

W: Триптофан

Задіяний у таких біологічних процесах, як біогенез рибосом, альтернативний сплайсинг. 
Білок має сайт для зв'язування з нуклеотидами, ГТФ. 
Локалізований у ядрі, хромосомах.